# Cristillan
Le Cristillan est un torrent en France, dans le département des Hautes-Alpes, en région Provence-Alpes-Côte-d'Azur. C'est un affluent de la rive gauche du Guil, et qui parcourt le Queyras.

## Géographie
De 19,72 km de longueur, il prend sa source sur la commune de Ceillac, dans les pentes de la montagne du Cristillan. Le torrent descend alors la vallée du Cristillan, dans des georges assez spectaculaires (au niveau du pont du Villard). 
Gonflé par de nombreux affluents, le Cristillan traverse Ceillac dans un lit endigué. La confluence avec le Mélézet, son principal affluent se fait à la sortie de Ceillac. Le torrent arrive alors sur la commune de Guillestre où il conflue avec le Guil, à la Maison du Roy.

## Affluents
Le Cristillan compte huit affluents référencés, :
- le torrent des Croses (rd[note 2]), 2 km
- le torrent de Clausis (rg), 2 km
- le torrent des Prises (rd), 2 km
- le torrent de Pré Vergoune (rd), 3 km
- le torrent des Roussettes (rd), 3 km
- le torrent du Mélézet (rg), 9 km
- le torrent du Vallon des Pelouses (rg), 5 km
- le torrent de la Réortie (rg), 4 km

## Hydronyme
L'Abbé Moutier propose comme explication du nom "Cristillan" ses eaux claires. Il met le nom en parrallèle avec ceux des « Claires », de la « Claré » ou de la « Blanche » par exemple. Par ailleurs, le toponyme désigne aussi la montagne du Cristillan où le torrent prend sa source.

## Crues
Lors de la catastrophe du Queyras, en juin 1957, Ceillac est particulièrement touché. Le Cristillan sort de son lit et charie avec lui des tonnes de gravats qui provoquent beaucoup de dégâts. Le village est évacué. C'est à la suite de ces inondations que l'endiguement du Cristillan à travers Ceillac est décidé.